# Meg Harris
Meg Harris (Albury, 7 de março de 2002) é uma nadadora australiana, campeã olímpica.

## Carreira
Harris conquistou a medalha de ouro nos Jogos Olímpicos de Verão de 2020 em Tóquio na prova de revezamento 4×100 m livre, ao lado de Bronte Campbell, Emma McKeon, Cate Campbell, Mollie O'Callaghan e Madison Wilson com a marca de 3:51.60. Além disso, conquistou o bronze no revezamento 4×200 m livre.